# Verlust
Verlust é um filme de 2020 do gênero drama. Dirigido por Esmir Filho e estrelado por Andréa Beltrão e Marina Lima, o filme conta a história de uma empresária do ramo musical que tem que lidar com os dramas de sua vida pessoal e profissional, administrando a carreira de uma pop star.

## Sinopse
Frederica (Andréa Beltrão) é uma poderosa empresária musical que em uma virada de ano realiza uma aguardada festa de reveillon em uma casa de praia. Ela enfrenta uma crise em seu casamento com o fotógrafo chileno Constantin (Alfredo Castro) e isso afeta diretamente a vida da filha do casal (Fernanda Pavanelli), que está de partida para o exterior para estudar contrabaixo em um conservatório. 
Em meio às pressões da vida pessoal, Frederica ainda tem que lidar com o trabalho de administrar a carreira da pop star Lenny (Marina Lima), que decidiu escrever uma obra misteriosa ao lado do escritor João Wommer (Ismael Caneppele. Quando um ser das profundezas do mar encalha em sua praia, a crise se instaura e Frederica terá que enfrentar seu maior medo: a perda. [carece de fontes?]

## Elenco
- Andréa Beltrão como Frederica
- Marina Lima como Lenny
- Alfredo Castro como Constantin
- Ismael Caneppele como João
- Fernanda Pavanelli como Tuane
- María Aiello como Deusa
- Núria Flor como Renata

## Lançamento
O filme foi exibido, inicialmente, na 44ª Mostra Internacional de Cinema de São Paulo, em 2020. Foi lançado nos cinemas brasileiros em 5 de novembro de 2020, com sessões e público limitados devido à Pandemia de Covid-19. [carece de fontes?]

## Ligações Externas
- Verlust. no IMDb.
- 'Verlust' no AdoroCinema